# Parc national de Gouraya
Le parc national de Gouraya (en berbère : ⵓⵔⵜⵉ ⴰⵖⵍⵏⴰⵡ ⵏ ⴳⵓⵔⴰⵢⴰ, Urti Aɣelnaw n Guraya; en arabe : الحديقة الوطنية قورايا) est un parc national algérien, situé dans la wilaya de Béjaïa en Kabylie, au nord de l'Algérie et au bord de la Méditerranée. Il accueille environ 1 200 000 visiteurs par an, surtout en période estivale. Ses plages de sable, ses falaises et ses eaux cristallines participent à son attrait.
Le mont Gouraya avec ses 660 m domine le parc. La flore et la faune y sont variées dont le macaque berbère et le chacal doré qui vivent dans les forêts du parc. Le parc a été classé réserve de biosphère par l'UNESCO en 2004.

## Situation
Le parc est situé sur la côte orientale de la Kabylie dans la wilaya de Béjaia à 230 km d'Alger, cette situation met le parc en relation avec d'autres villes : à 111 km au nord-ouest de Sétif, à 127 km à l'est de Tizi Ouzou et à 96 km à l'ouest de Jijel. Ce parc a été créé pour les diversités en végétation endémique, et ses milieux marins et continentaux ainsi qu'à l'histoire régionale. Situé entièrement dans la commune de Béjaia, il occupe une superficie de 2 080 ha, à laquelle s’ajoutent une zone marine de 7 842 ha ainsi qu’une zone lacustre « le lac de Mézaia » d’une superficie de 3 ha. Il présente des richesses archéologiques notamment 15 sites historiques et 9 pittoresques.

## Sites du parc
- L'anse des Aiguades
- Le cap Bouak
- Le cap Carbon
- La corniche du grand phare
- Le fort de Gouraya
- L'Île des Pisans
- Le mausolée de Yemma Yemna
- La muraille des Hammadites
- L'aqueduc de Toudja
- Le bois sacré
- La crête du Djebel Gouraya
- Le Bois des oliviers
- Le Pic des Singes
- Le Plateau des ruines
- Le Mausolée de Sidi Aissa
- Le Mausolée de Sidi Touati
- Le Mausolée de Sidi Yahia
- L'Anse de Tamelaht
- La Tour d'Oriac

## Biodiversité
La biodiversité du parc national de Gouraya est constituée de 1709 espèces dont 533 pour la flore et 1156 pour la faune. 67 espèces sont protégées dont 20 invertébrés, 1 reptile, 10 mammifères, 3 végétaux, 33 oiseaux.
La zone marine : Richesse floristique et faunistique 173 espèces de zooplancton, 164 espèces zoobenrhiques, 211 espèces de poissons, 5 espèces de mammifères, 55 espèces phytoplancton et 72 espèces phytobenthiques dont 8 espèces dites « remarquables ». Il s'agit d'espèces classées selon le livre « rouge » : Lithophyllum lichenoîdes, Dictyopteris membranacea, Cystoseira sedoides, Cystoseira ercegovicii, Cystoseira stricta, Cystoseira mediterranea, Cystoseira spinosa et Posidonia oceanica.

## Paysages d'importance internationale
Peuplements Herbiers : Posidonia oceanica,
Cystoseira de mode battu Fonds coralligènes.
Paysages: Encorbeillement, Lithophyllum lichenoides.
Trottoirs à Vermets Bourrelets à Corallina elongata.
Les Forêts : Dictyopteris menbranaceae
Herbiers tigrés : Posidonia oceanica
Récifs barrières Posidonia oceanica.
La Zone lacustre est composée de 37 espèces d’oiseaux, 43 espèces d’invertébrés dont 4 espèces de libellules protégées par la loi, 2 espèces de poissons, 3 espèces d'amphibiens, 38 espèces végétales. Cette zone est caractéristique des zones humides, essentiellement à dominance de roseaux Phragmites communis, de typha (Typha angustifolia), et d'essences telles que le peuplier noir, le peuplier blanc, le tamarix (Tamarix africana) le laurier-rose, le frêne (Fraxinus angustifolia) et 45 taxons phytoplanctoniques.
La Flore terrestre compte 36 espèces mammifères, 152 espèces d’oiseaux dont 10 espèces rapaces, 428 espèces d'invertébrés, 9 espèces de reptiles, 526 espèces végétales, dont 81 médicinales dont Bupleurum plantagineum, Pennisetum asperifolium, Euphorbia dendroïdes, Galium brunneum, Lithospermum rosmarinifolium, Bupleurum fruticosum, Ambrosia maritima.

## Galerie

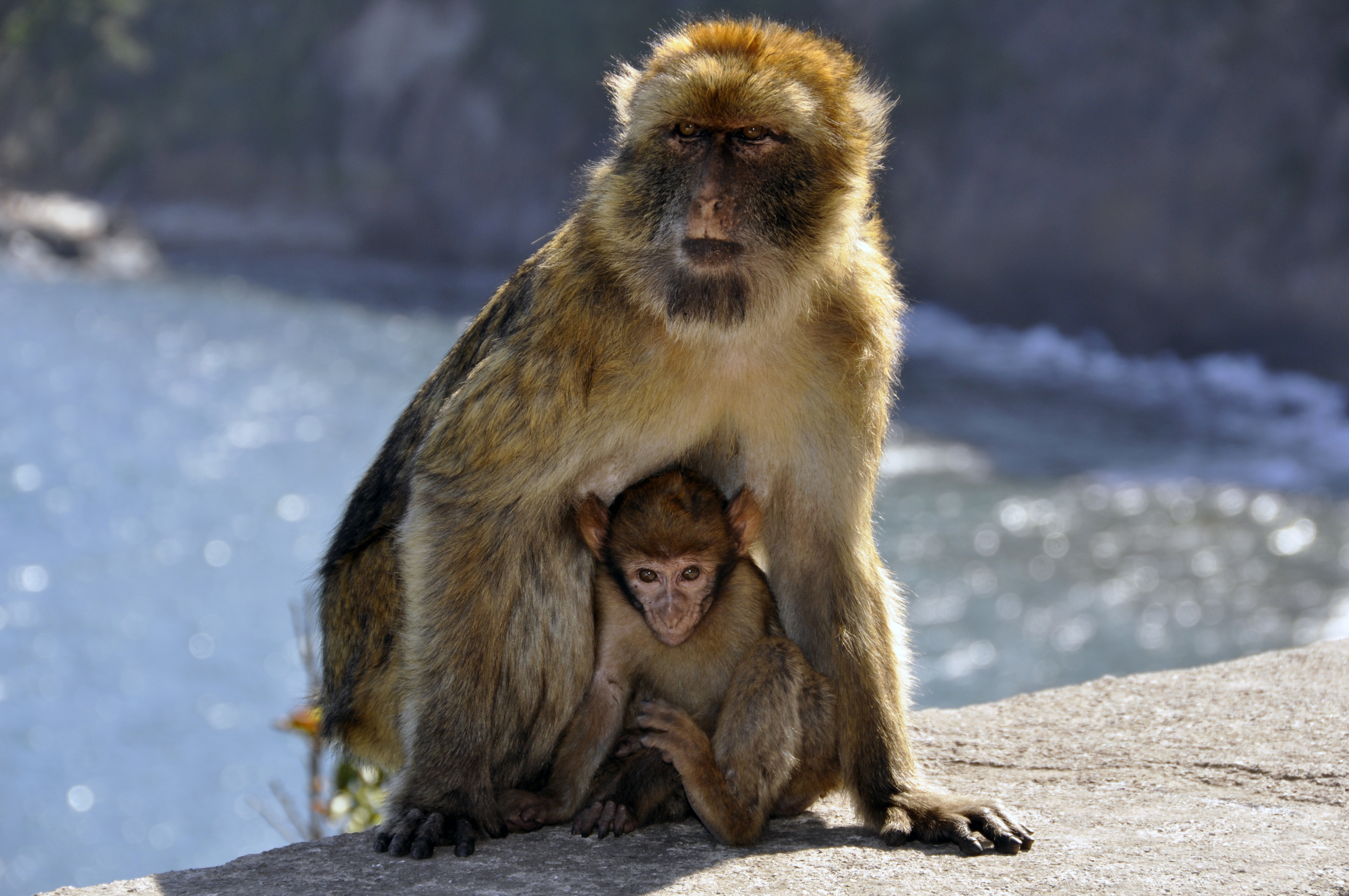
Des singes magots berbères
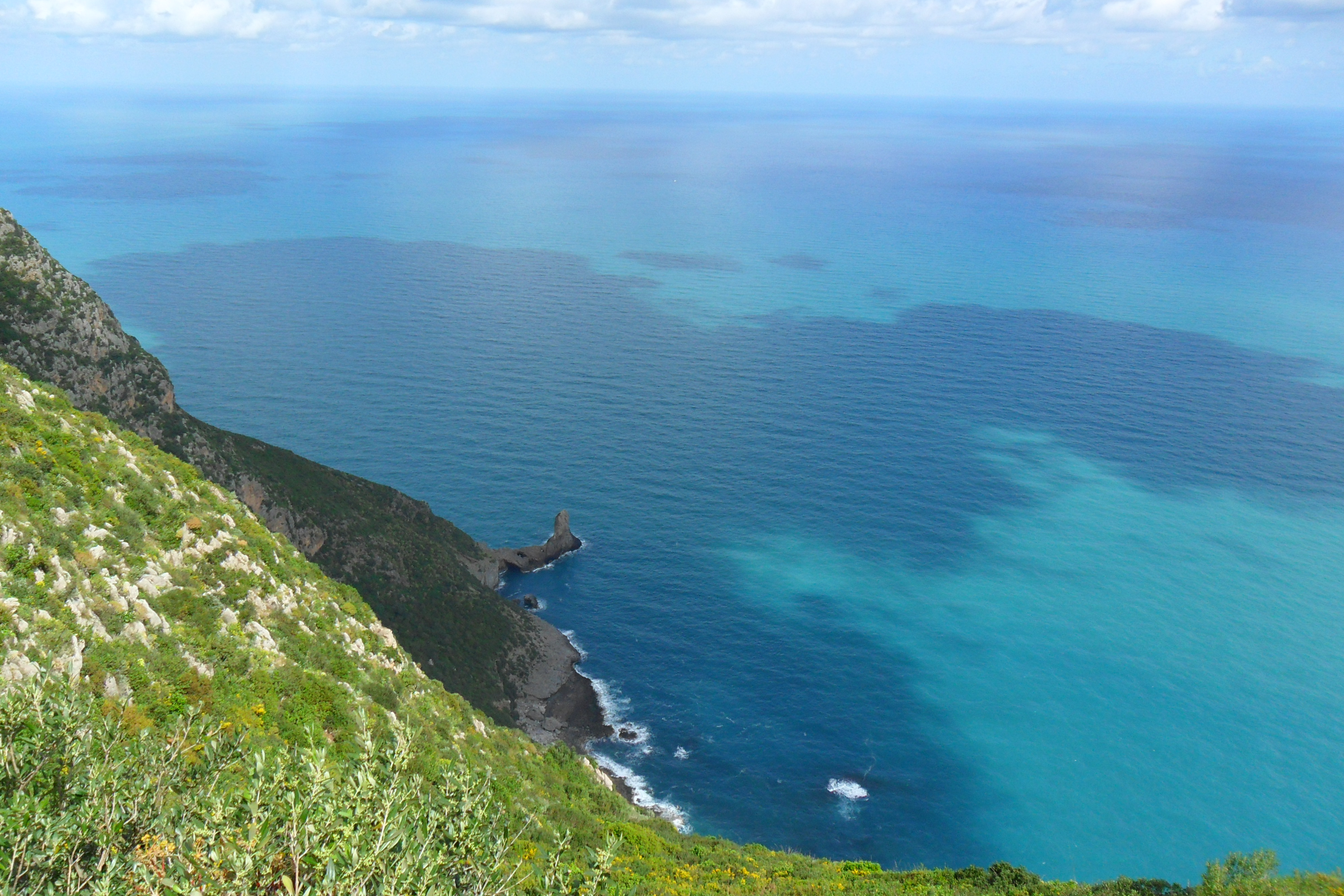
Pointe des salines (Tamelaht)
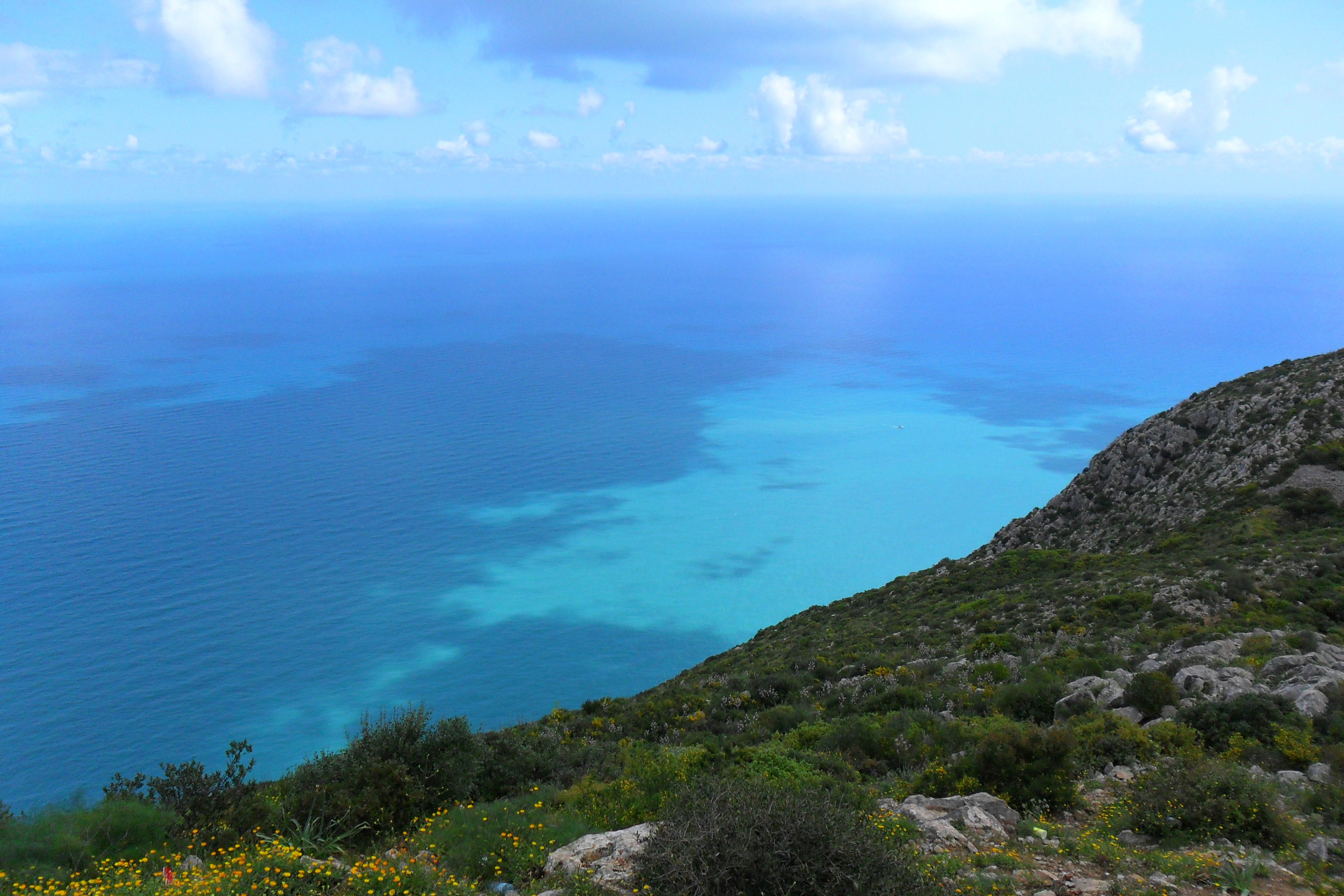
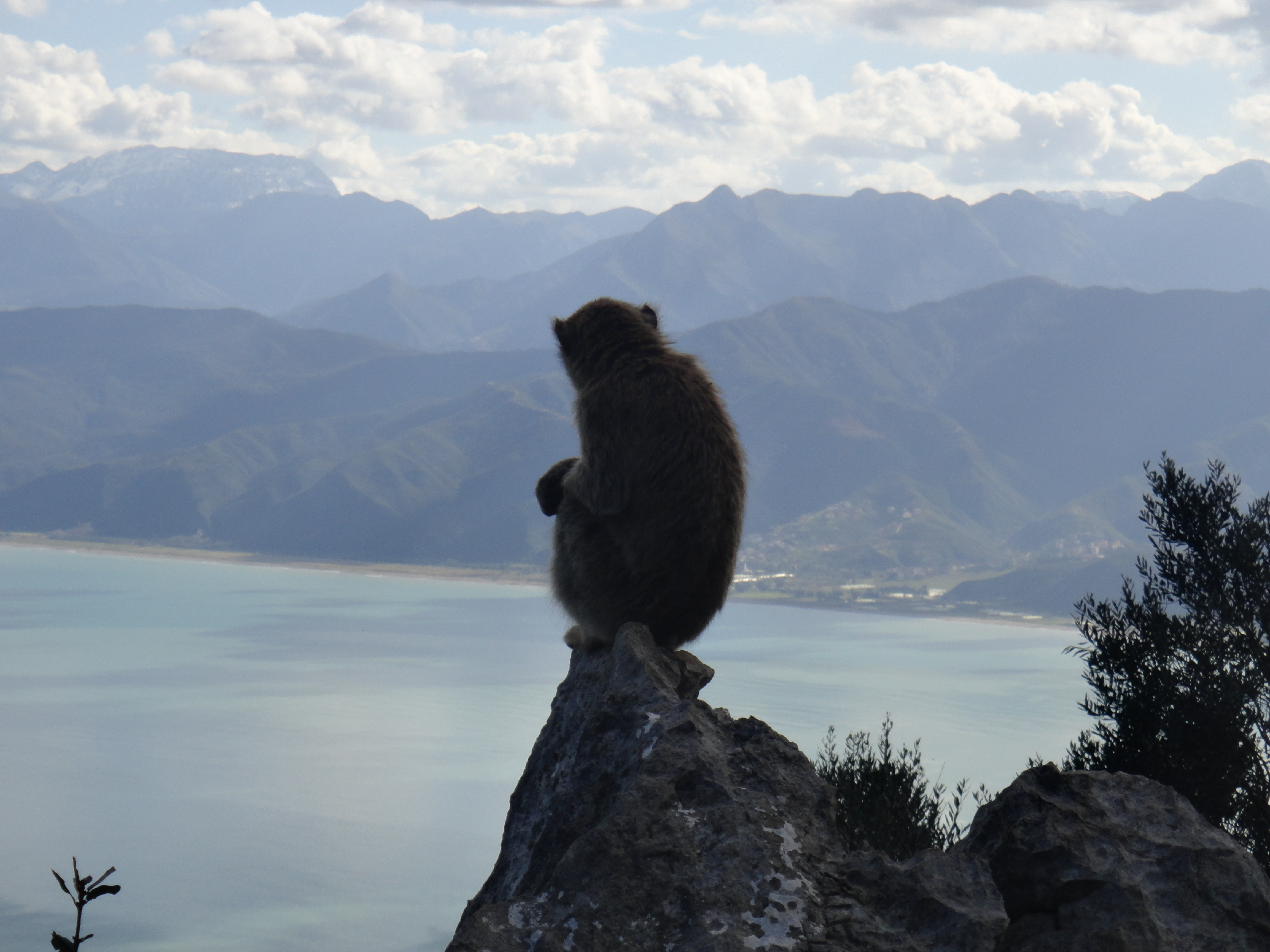
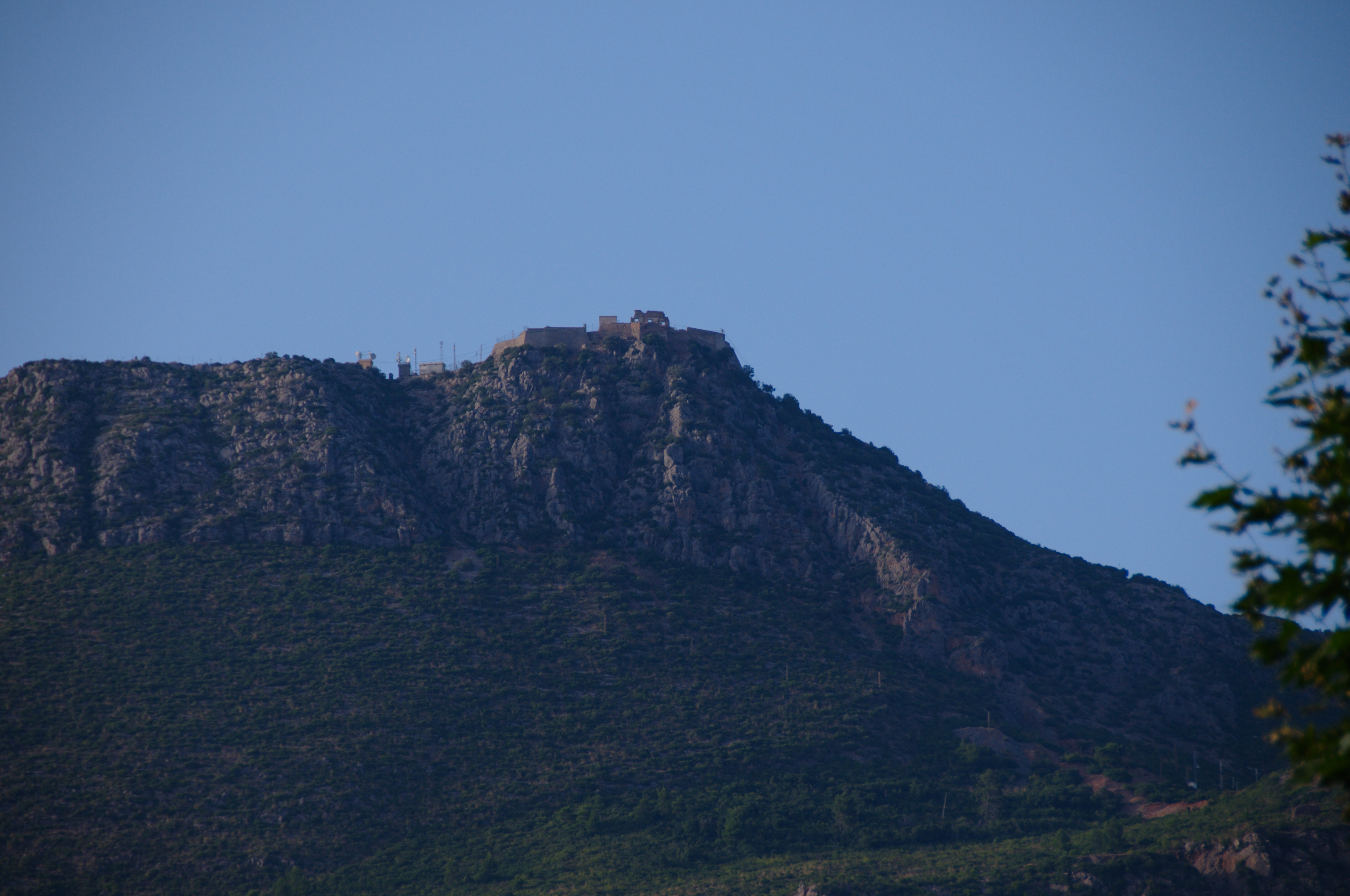
Fort Gouraya
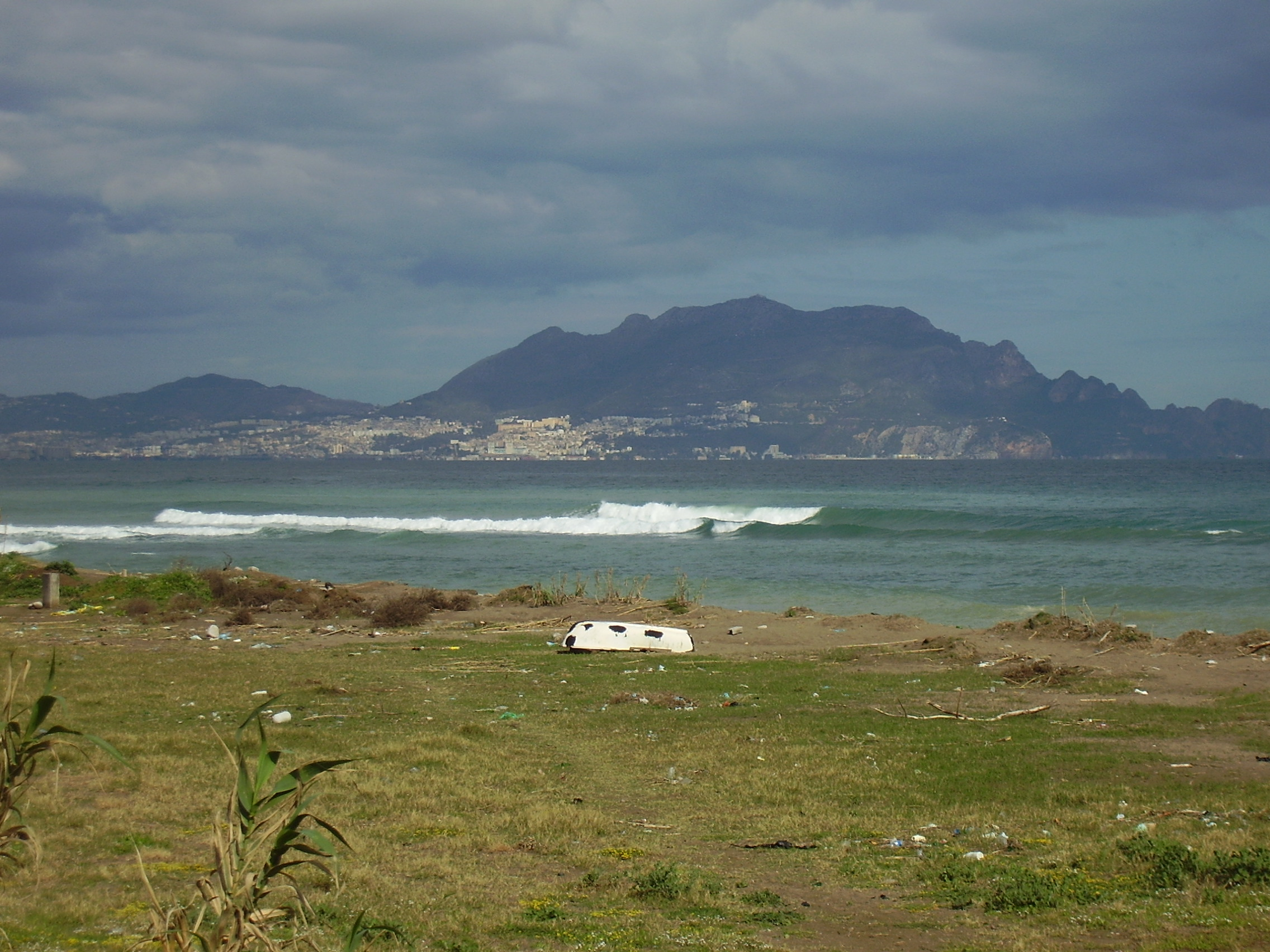
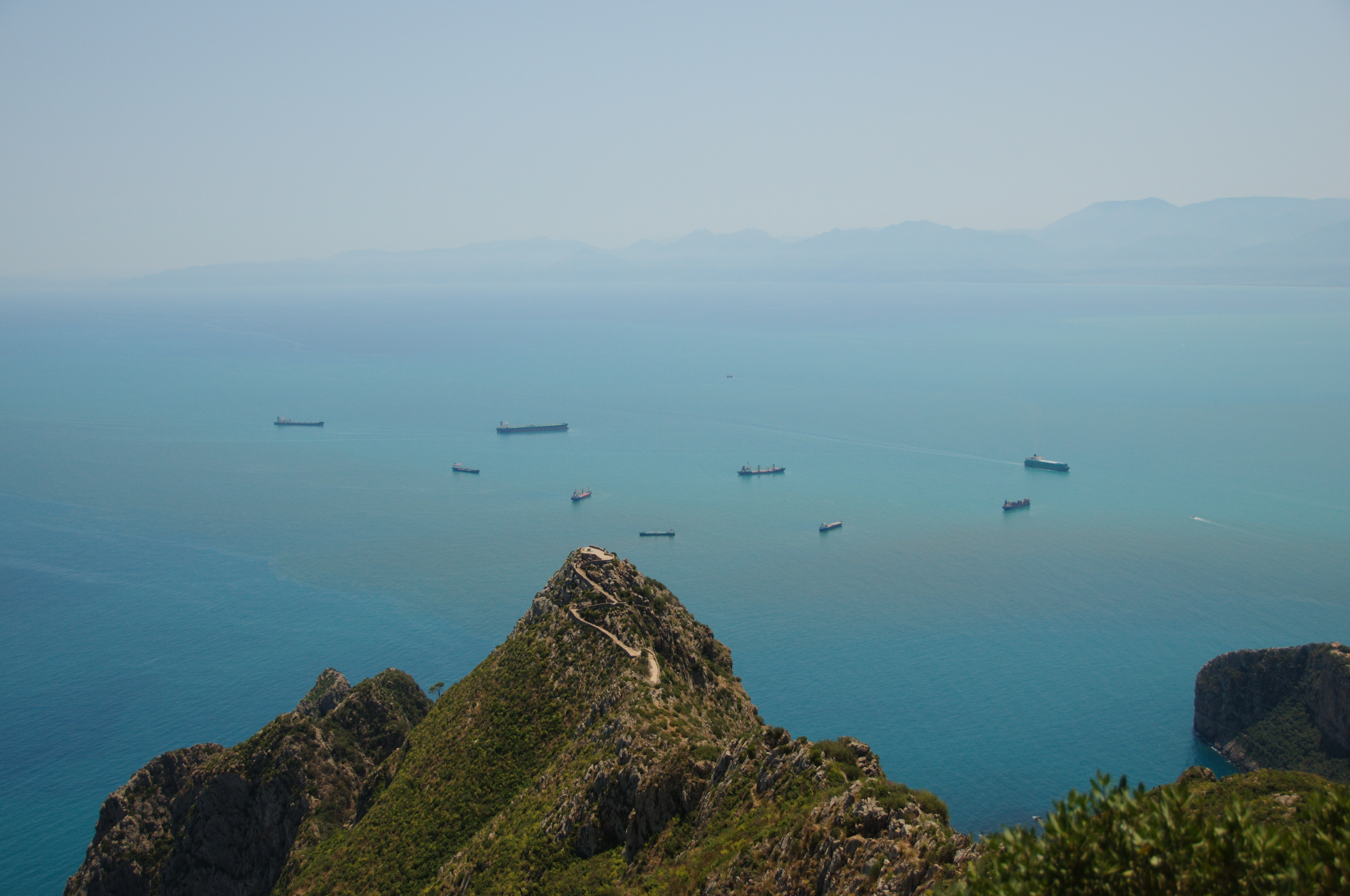
le pic des singes
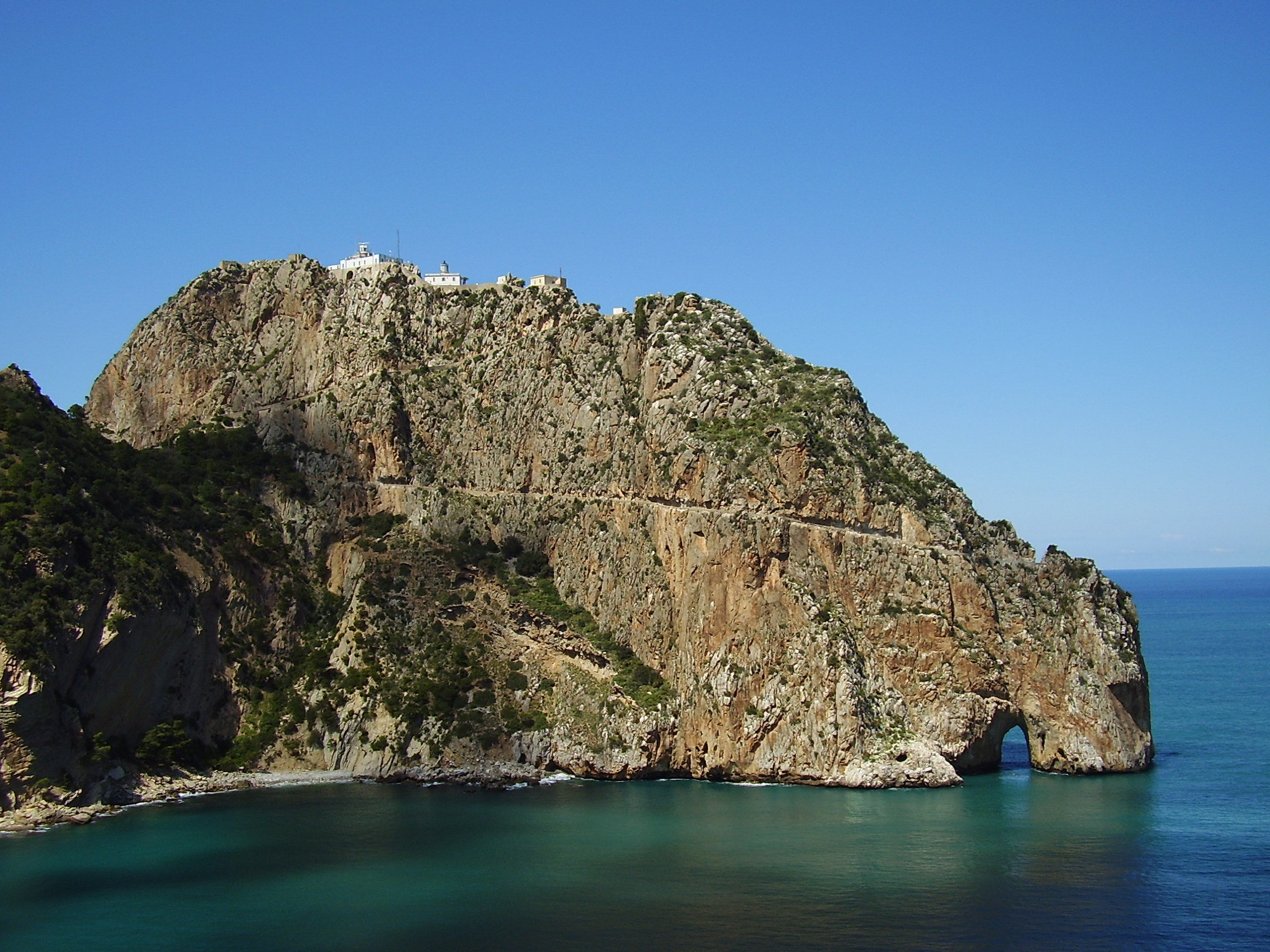
Cap Carbon